# Jan Garbarek
Jan Garbarek (4 de marzo de 1947) es un músico noruego de jazz, saxofonista tenor y soprano; toca también la flauta. 
Ha colaborado con frecuencia con Keith Jarrett, Egberto Gismonti, Gary Peacock, Miroslav Vitous, Zakir Hussain, Charlie Haden, Anouar Brahem y Ralph Towner. Ha publicado casi todos sus discos en el sello ECM.
Alguna de sus piezas han sido utilizadas para formar parte de bandas sonoras cinematográficas. Por ejemplo, Rites (del álbum Rites 1998) fue adaptada para The Insider, película de Michael Mann.
Se puede calificar su estilo dentro del jazz como post-free estilizado "a la europea". El sonido de su saxo es claro y melancólico.
Sin embargo, su trabajo trasciende el circuito meramente jazzístico y se enzarza con música de tradición hindú, música de cámara contemporánea e incluso música sacra del renacimiento. En este sentido, destacan sus colaboraciones con The Hilliard Ensemble Officium (1993) así como Mnemosyne (1999) en donde las improvisaciones con el saxofón de Garbarek se mezclan con los cantos gregorianos del coro Hilliard, y la interpretación de composiciones de Arvo Pärt.

## Principales colaboradores
- Keith Jarrett
- Gary Peacock
- Miroslav Vitouš
- Anouar Brahem
- Zakir Hussain
- Charlie Haden
- Ralph Towner
- David Torn
- Egberto Gismonti
- Manu Katché
- Naná Vasconcelos
- Eberhard Weber
- Terje Rypdal
- Bill Frisell
- Palle Danielsson
- Jon Christensen
- George Russell
- Bill Connors
- Ustad Bade Fateh Ali Khan
- Deeyah (Deepika Thathaal)
- Ustad Shaukat Hussain Khan
- Ustad Nazim Ali Khan
- Oystein Sevag

## Discografía a su nombre
- 1969: Esoteric Circle
- 1970: Afric Pepperbird
- 1971: Sart
- 1972: Tryptikon
- 1973: Witchi-Tai-To
- 1975: Dansere
- 1976: Dis
- 1977: Places
- 1978: Photo with...
- 1979: Aftenland
- 1980: Eventyr
- 1981: Paths, Prints,
- 1983: Wayfarer
- 1984: It's ok to listen to the gray voice
- 1986: All those born with wings, solo
- 1987: Nightstage, Jan Garbarek Group
- 1988: Legend of the seven dreams,
- 1990: Ragas ans sagas
- 1990: I Took up the Runes, Jan Garbarek Group
- 1992: Twelve Moons, Jan Garbarek Group
- 1992: Madar
- 1993: Officium
- 1996: Visible World, Jan Garbarek Group
- 1998: Rites, Jan Garbarek Group
- 1999: Mnemosyne
- 2003: In Praise of Dreams
- 2009: Dresden
- 2010: Officium Novum, The Hilliard Ensemble
- 2019: Remember Me, My Dear, The Hilliard Ensemble

## Discografía como acompañante
- Terje Rypdal, 1971 (Terje Rypdal)
- Red Lanta, 1973 (Art Lande)
- Belonging, 1974 (Keith Jarrett)
- Luminessence, 1974 (Keith Jarrett)
- Solstice, 1974 (Ralph Towner)
- Arbour Zena, 1975 (Keith Jarrett)
- Sound and Shadows, 1977 (Ralph Towner)
- My Song, 1977 (Keith Jarrett)
- Deer Wan, 1977 (Kenny Wheeler)
- Sol Do Meio Dia, 1977 (Egberto Gismonti)
- December Poems, 1977 (Gary Peacock)
- Of Mist And Melting, 1977 (Bill Connors)
- Personal Mountains, 1979 (Keith Jarrett)
- Nude Ants, 1979 (Keith Jarrett)
- Voice from the Past - Paradigm, 1981 (Gary Peacock)
- Cycles, 1981 (David Darling)
- Vision, 1983 (L. Shankar)
- Song For Everyone, 1984 (L. Shankar)
- Chorus, 1984 (Eberhard Weber)
- Making Music, 1986 (Zakir Hussain)
- The Beekeeper, 1986 (Eleni Karaindrou)
- Guamba, 1987 (Gary Peacock)
- Rosensfole, 1988 (Agnes Buen Garnas)
- Music For Films, 1990 (Eleni Karaindrou)
- Alpstein, 1990 (Paul Giger)
- Star, 1991 (Miroslav Vitous)
- Atmos, 1992 (Miroslav Vitous)
- Caris Mere, 1995 (Giya Kancheli)
- Universal Syncopations, 2003 (Miroslav Vitous)